# Miracle on 34th Street
Miracle on 34th Street (bra: Milagre na Rua 34; prt: Milagre em Manhattan) é um filme norte-americano de 1994, do gênero fantasia dirigido por Les Mayfield.
É uma refilmagem do clássico De Ilusão Também Se Vive, de 1947.

## Sinopse
Na época do Natal, um idoso é contratado para trabalhar como Papai Noel na loja de brinquedos em que a mãe de Susan trabalha. A menina não acredita que Papai Noel exista, mas o velhinho diz que está ali para provar para a menina e para todas as pessoas que ele é mesmo o Papai Noel, e que ele existe.

## Elenco
- Richard Attenborough .... Kris Kringle
- Elizabeth Perkins .... Dorey Walker
- Mara Wilson .... Susan Walker
- Dylan McDermott .... Bryan Bedford
- J.T. Walsh .... Ed Collins
- Robert Prosky .... Juiz Henry Harper
- James Remar .... Jack Duff
- Jane Leeves .... Alberta Leonard
- Simon Jones .... Donald Shellhammer
- William Windom .... C.F. Cole
- Jack McGee .... Tony Falacchi

## Principais prêmios e indicações
Academy of Science Fiction, Fantasy & Horror Films 1995 (EUA)
- Indicado na categoria de melhor ator coadjuvante (Richard Attenborough)[carece de fontes?]